# Ceredigion
Ceredigion ([kɛrɛˈdɪɡjɔn]ⓘ) es una autoridad unitaria situada en la Canolbarth Cymru (Región central), que a su vez pertenece a la subregión occidental de Gales (Gorllewin Cymru) en el Reino Unido. Perteneciente a los condados históricos de Cardiganshire.
Limita al oriente con el condado de Powys, al sur con Carmarthenshire, al suroriente con Pembrokeshire y al norte con Gwynedd. Al occidente está bañado por el mar de Irlanda.

## Localidades
- Aberaeron
- Aberporth
- Aberystwyth
- Borth
- Bow Street
- Cardigan
- Henfynyw
- Lampeter
- Llanarth
- Llanbadarn Fawr
- Llanddewi Brefi
- Llandre
- Llandysul
- Llanilar
- Llanon
- Llanrhystud
- Llechryd
- New Quay
- Penrhiw-llan
- Penrhyn-coch
- Pontrhydfendigaid
- Tal-y-bont
- Tregaron
- Ystrad Aeron